# Singerie

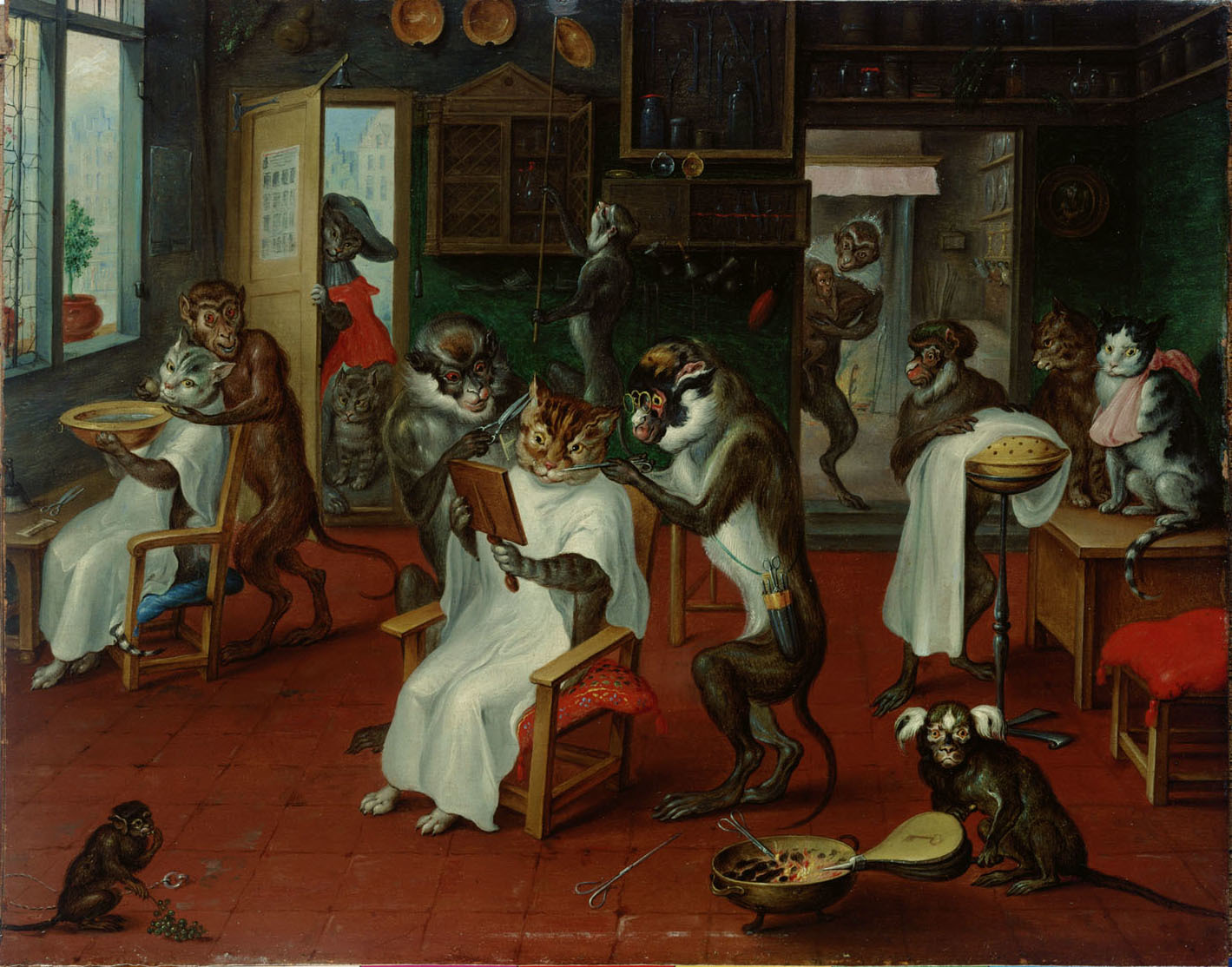
Friseursalon mit Affen und Katzen von Abraham Teniers

Singerie ist das französische Wort für „Affentrick“. Es ist eine Gattung der Malerei in der Affen dargestellt werden, die menschliches Verhalten nachahmen. Die Affen sind oft modisch gekleidet und als unterhaltsame Ablenkung gedacht, die oft einen leicht satirischen Einschlag hat. Singeries sind eine alte Idee. Cyril Alfred entdeckte, dass sie charakteristisch sind für die späte Achtzehnte Dynastie in Ägypten.

## Hintergrund

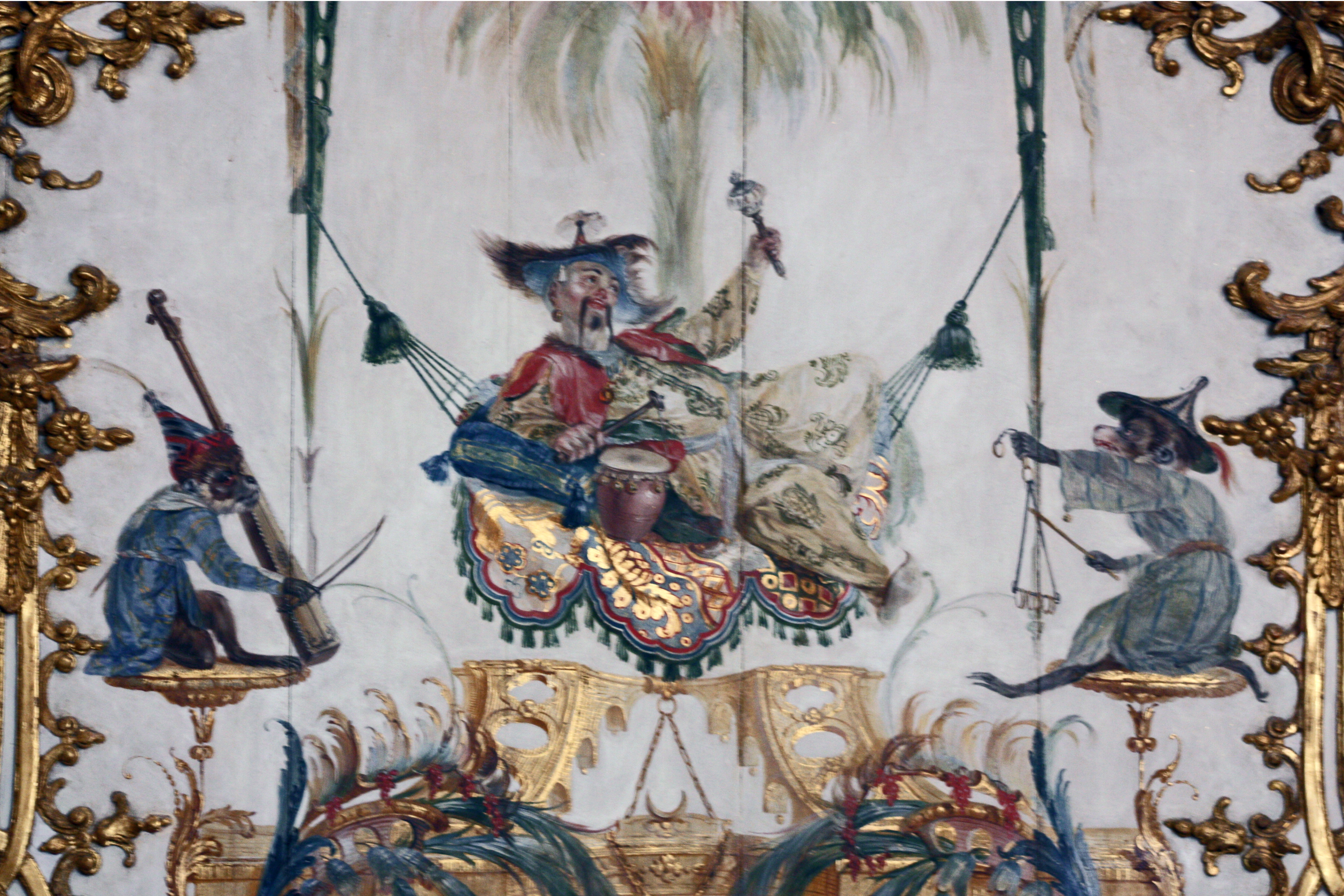
Detail der Allegorie der Musik der Grande Singerie im Château de Chantilly

Die komischen Szenen mit Affen in menschlicher Kleidung und Umgebung entstanden als Gattung der Malerei in der flämischen Malerei des 16. Jahrhunderts, die im 17. Jahrhundert weiterentwickelt wurde. Der flämische Künstler Pieter van der Borcht führte die Gattung um 1575 in einer Reihe von Drucken ein, die stark in der Tradition von Pieter Bruegel dem Älteren stehen. Diese Drucke wurden vielfach beschrieben und das Thema wurde von anderen flämischen Künstlern wie Frans Francken dem Jüngeren, Jan Brueghel dem Älteren und Jan Brueghel dem Jüngeren, Sebastian Vrancx und Jan van Kessel dem Älteren vor allem in Antwerpen aufgegriffen. David Teniers der Jüngere wurde einer der Hauptvertreter dieses Themas und entwickelte es zusammen mit dem jüngeren Bruder Abraham Teniers weiter. Die beiden Brüder verstanden es, für den herrschenden Kunstgeschmack zu arbeiten und sorgten so für die Verbreitung des Genres über Flandern hinaus. Im 17. Jahrhundert begann der hauptsächlich als Maler von Stillleben mit Blumen bekannte Nicolaes van Verendael Affenszenen zu malen.
Beliebt wurden Singeries bei französischen Künstlern des frühen 18. Jahrhunderts. Besonders verbreitet ist das Motiv in der Malerei des französischen Rokokos. Das Thema wurde sowohl von dem französischen Dekorateur Jean Bérain dem Älteren, der eine große Zahl bekleiderter Affen in seine Wanddekorationen aufnahm, wie dem Ebenisten André-Charles Boulle aufgenommen. Im 19. Jahrhundert beschäftigten sich die Brüder Emanuel und Zacharie Noterman mit Singeries.
Ein ganzes Affenorchester wurde aus Meißner Porzellan gefertigt. Jean-Baptiste Huets La Grande Singerie und La Petite Singerie im Château de Chantilly sind in Frankreich sehr bekannt. In England ist der französische Maler Andieu de Clermont für seine Singeries bekannt; das bekannteste seiner Gemälde ist der „Monkey Room“ (dt. „Affenraum“) im Monkey Island Hotel, das Charles Spencer, 3. Duke of Marlborough auf der Monkey Island bei Bray in England errichten ließ.